# Arthur Pohl (Politiker)
Arthur Pohl (* 10. August 1898 in Königsberg (Preußen); † 4. April 1967 in Bremen) war ein deutscher Politiker (Deutsche Partei (DP)) und Mitglied der Bremischen Bürgerschaft.

## Biografie
Pohl war ein Diplom-Ingenieur. Im Zweiten Weltkrieg diente er zuletzt im Rang eines Oberstleutnants. Als stellv. Geschäftsführer war er von um 1947 bis um 1965 über 18 Jahre bei der Handwerkskammer Bremen tätig. Er war verheiratet und hatte Kinder.
Pohl war für die DP von 1951 bis 1955 Mitglied der 3. Bremischen Bürgerschaft und Mitglied verschiedener Deputationen.